# Ilusiones (telenovela argentina)
Ilusiones compartidas es una serie de televisión argentina que se emitió entre 2000 y 2001 por Canal 13, fue producida por Pol-ka y dirigida por Jorge Nisco y Rodolfo Antúnez. Protagonizada por Oscar Martínez, Catherine Fulop y  Julieta Díaz. Coprotagonizada por Juan Darthés, Tomás Fonzi, Marcela Kloosterboer, Matías Santoiani, Natalia Lobo, Jorge Suárez y Gogó Andreu. También, contó con las actuaciones especiales de Patricio Contreras, Nicolás Cabré y las primeras actrices Elsa Berenguer y Beatriz Bonnet. Y las participaciones de Marita Ballesteros como actriz invitada y Patricia Palmer como protagonista invitada.

## Argumento
Se desarrolla en Buenos Aires en la época actual en la que fue grabada la tira.
Félix Figueroa (Oscar Martínez) tiene aproximadamente 45 años. Su profesión es muy curiosa y atractiva, ya que se trata de un mago. Si bien es un gran profesional y ha alcanzado virtuosismo en el desarrollo de su arte, esto no ha sido acompañado por una prosperidad económica o un éxito publicitario equivalentes. Félix permanece como un oscuro mago de cantina que hace sus shows en un restaurante tradicional de un barrio de Buenos Aires.
El motivo por el cual Félix no ha tenido éxito en su profesión es uno de los ejes temáticos de la historia. Ocurre que es un hombre muy particular, ya que no solo tiene una profesión "extraña" sino que su carácter y su psicología son también poco comunes. Félix es un obsesivo-compulsivo, hipocondríaco y bastante misántropo. El carácter excesivamente perfeccionista que le imprime al desarrollo de su profesión (nunca estrena un truco nuevo hasta que este no ha sido completamente probado y perfeccionado hasta el hartazgo) hace que no pueda trascender como mago, y esas mismas fobias y obsesiones complican y frustran sus vínculos con otra gente, sobre todo con las mujeres.
Sin embargo, Félix está a punto de casarse con la única mujer que a lo largo de cinco años fue capaz de soportar sus manías. Se trata de Nancy (Marita Ballesteros), una mujer soltera de 40 años, gerenta de una sucursal bancaria.
En cuanto a Félix, se casa por motivos parecidos a los de Nancy: para eludir la soledad que lo ha acompañado durante toda su existencia, ya que nunca estuvo casado ni cohabitó con una mujer más de seis meses.
Pero Félix, en lo más profundo, no se quiere casar. Y esto se lo hace ver su gran amigo Basilio de la Torre y Quirós (Patricio Contreras), chileno de nacimiento y encargado de la cantina donde trabaja Félix. Este personaje es el compadre de Félix, su amigo del alma y su interlocutor en las proverbiales charlas que ambos tienen en la penumbra del salón de la cantina. Pero Félix no quiere creer lo que Basilio le dice y él mismo siente. Está dispuesto a casarse de todos modos con Nancy... Y arruinarse el futuro. Sin embargo no le será tan fácil cumplir con su cometido porque apenas se inicia la historia entra en su vida un personaje que provocará una verdadera revolución. Se trata de Maia (Julieta Díaz), una chica de 25 años muy bella, pero que tiene en común con Félix una personalidad totalmente atravesada. Se cree horrible y tonta, lo cual no es verdad, pero lo cree tan firmemente que eso le provoca tremendos trastornos en la vida. Maia tuvo una infancia y adolescencia de chica rica, pero tras la muerte de su padre (cuando ella tenía 16 años), la economía familiar se derrumbó.
La "profesión" en la que finalmente recaló ante la necesidad de salir a trabajar fue la de "representante y promotora de artistas de varieté", es decir, que entró en contacto con toda una extrañísima fauna de personajes de la noche y del show en vivo (enanos cantores, arpiastas paraguayos, ventrílocuos, faquires, bailarinas siamesas, etc). En su profesión, Maia es tan desenvuelta, tenaz y segura como insegura y fóbica es en sus relaciones con los hombres. Así cuando ve a Félix actuando en la cantina se le mete en la cabeza que ese artista debe ser la estrella de su lista de representados, cosa muy difícil porque Félix no tiene ningún deseo de tener ninguna clase de representante. Obviamente, el nexo laboral esconde para ambos un deseo secreto de estrechar vínculos en el terreno de lo romántico, lo que será muy problemático por las tarbas psicológicas y por la gran diferencia de edad.
Paralelamente, y como tercera en discordia aparece Caridad (Catherine Fulop), se trata de una bellísima venezolana de unos 35 años. Llega a la cantina y a la vida de Félix pidiendo trabajo como lo que sea. Caridad es muy "caribeña": extrovertida, pasional, seductora, arrolladora cn los hombres. Es casi lo opuesto de Maia y tan bella como la "representante", así que a Félix le será muy difícil elegir entre ambas.
En cuanto a Basilio, está muy preocupado porque la cantina que regentea está atravesando un momento muy crítico y tiene muchas posibilidades de desaparecer para siempre.
Una noche aparece de improviso Laura Grimaldi (Patricia Palmer), una señora muy elegante pero belicosa que les viene con la noticia de que es la nueva dueña de la cantina que "heredó" tras un juicio de divorcio con el dueño anterior, su exmarido. En un principio, parece el final de todo, pero Laura demuestra tener mucho más corazón y sensibilidad de lo que se preveía, y tanto ella como el personal se comprometen a hacer de la cantina "La Donna Baffuta" (La mujer bigotuda) un lugar próspero y un buen negocio.
Laura está muy desengañada de los hombres, pero no desdeña volver a intentar una historia de amor. Aquí se le ofrecerá la oportunidad por dos lados: uno, el ya mencionado Basilio, que si bien es circunspecto, formal y solemne, a veces también demostrará ser comprensivo y seductor; por otra parte, con el mozo Mario Miranda (Juan Darthés), más joven que ella y con quien, de entrada, tendrá graves enfrentamientos. Si a esto sumamos que a Basilio no le es indiferente la venezolana Caridad -ni ella a él- la intriga amorosa ofrecerá varios puntos atractivos.

## Elenco

### Protagonistas
- Oscar Martínez como Félix Figueroa.
- Catherine Fulop como Caridad Guanarito.
- Julieta Díaz como Maia Carregal.

### Elenco Protagónico
- Juan Darthés como Mario Miranda.
- Beatriz Bonnet como Noelia Salmerón.
- Nicolás Cabré como Rafael Puntin.
- Elsa Berenguer como Bitte Niesche.
- Marita Ballesteros como Nancy.
- Patricia Palmer como Laura Grimaldi.
- Patricio Contreras como Basilio de la Torre y Quirós.

### Elenco Principal
- Tomás Fonzi como Lucas Marzano Ortiz.
- Marcela Kloosterboer como Giuliana Parisse.
- Matías Santoianni como Claudio de la Torre y Quirós.
- Natalia Lobo como Elsa.
- Jorge Suárez como José "Pepe" Arpino.
- Gogó Andreu como Julián.
- Adolfo Cubas como Rolando Alfaro Moreno.

### Participaciones
- Silvia Kutika como Leticia Ortiz.
- Eugenia Tobal como Ariela.
- Marta Betoldi como Silvana.
- Mercedes Funes como Raquel de la Torre y Quirós.
- Jorge Nolasco como Román Castillo.
- Dalma Milebo como Susy.
- Constanza Maral como Sarita.
- Nicolás Vázquez como Marcelo.
- Santiago Bal como Licenciado José María Pinasco.
- Luis Machín como Dr. Samuel Presas.
- Edda Bustamante como Marina (Tracy).
- Lola Berthet como Carolina.
- Lautaro Delgado como Martín Fattone.
- Agustina Posse como Nadia.
- Curly Jiménez como Antonio.
- José María Rivara como Enzo.
- Bernardo Varas como Cerrajero.
- Lito González como Quique.
- Nicolás Mele como Juan Esteban.
- Santiago De Ángeli como Máximo.
- Francisco Llanos como Jerónimo.
- Leandro Ahita como Peringoni.
- Jorge Varas como Ifigenio.
- Sammy Lerner como Eduardo Guayan.
- Gustavo Chapa como Constantino.
- Martín Orecchio como Cirilo.
- Diego Garibotti como Nacho.
- Ernesto Claudio como Silvio (G)Arcano.
- Leandro López como Daniel (Araña).
- Picky Paino como Pato.
- Marcela Ruiz como Lidia.
- Trinidad Alcorta
- Mario Moscoso
- Salvador Bivachi
- Gustavo Bonfigli
- Horacio Nitalo como Pompeyo Malajovich.
- Mario De Cabo
- Bárbara Estrabou
- Rafael Ferro como Emiliano.
- Marina Glezer como Luciana.
- Luis Graziano
- Carlos Kaspar como Chancho.
- Stella Matute
- Marcelo Melingo como Javier Linares.
- Ernesto Michel como Colorado.
- Silvana Trawier como Encargada pensión.
- Hernán Muñoa
- Osvaldo Peluffo
- Aníbal Tamburri como Gomez.
- Divino Vivas
- Nelson Segre como Víctor Guaranito.
- Gipsy Bonafina como Lili.
- Héctor Alba como Herbie.
- Tony Lestingi como Miguel Marzano (Egisto).
- Sergio Parra
- Deborah Abramson como Gloria.
- Atilio Pozzobón como presentador.
- Eleonora López como Chapi.
- Edgardo Moreira como Roberto Parisse.
- Matías Sansone como Ángel Costa (Lito).
- Omar Fantini como Pascual de Pirro.
- Hugo Castro como Moretta.
- Beatriz Dellacasa como Matilde.
- Alicia Areste como Dra. Espina.
- Sebastián Pajoni como Sebastián.

## Sucesión de tiras diarias dePol-ka Producciones
| Predecesor: ''Primicias'' | ''Ilusiones compartidas'' 2000/2001 | Sucesor: ''22 (el loco)'' |